# 퀸 엘리자베스급 항공모함
퀸 엘리자베스급 항공모함은 영국이 건조중인 차기 항공모함이다. 공식적인 명칭은 "CVF(CV Future) 프로젝트"이다. 2척을 제작할 예정이며, 1번함인 HMS 퀸 엘리자베스 (R08)는 2016년에, HMS 프린스 오브 웨일즈 (R09)는 2018년에 실전배치될 계획이다. 만재배수량은 70,600톤이 될 것이며, 286미터 길이에 최대 70대의 비행기를 탑재할 것이다.

## 포레스탈급 항공모함과의 비교
세계 최초이자 미국 해군 최초의 대형 항모(슈퍼캐리어)는 재래식 추진의 포레스탈급 항공모함이다. 퀸 엘리자베스급 항공모함은 재래식 추진의 영국 최초 슈퍼캐리어이므로, "영국판 포레스탈"에 해당한다.

## 접안시설
2011년 현재 영국은 인빈시블급 항공모함 3척만을 보유하고 있는데, 퀸 엘리자베스급은 배수량이 3배 정도가 되어 기존 항구에 정박할 수 없었다. 그래서 기존의 포츠머스 해군기지에 새로운 접안시설을 만들었다.

## 엔진
영국 국방부는 높은 건조비용 때문에, 재래식 추진으로 결정했다. 퀸 엘리자베스급과 동급으로 알려져 있는 프랑스, 중국의 신형 항공모함도 모두 재래식이다.
48,000 마력 가스터빈 2개 96,000 마력, 11,700 마력 디젤엔진 2개 23,400마력, 15,600마력 디젤엔진 2개 31,200마력, 합해서 150,600 마력의 출력을 낸다. 이를 전기동력으로 전환하여 20MW 모터 4개로 80MW의 출력을 내어 스크류를 돌린다. 만재배수량 42,500톤인 핵추진 샤를드골함이 열출력 150MWt K15 원자로 2개를 가동해 61MW의 출력을 내는 것과 비교된다.

## 함재기
F-35B 수직이착륙기를 사용할 예정이었다. 이것은 중국,프랑스의 항모가 일반 고정익기를 사용하는 것과 차이가 난다. 하지만 국방성의 대규모 예산 감축안에 의해 F-35B의 도입 계획이 취소되었고, 대신 미 해군형인 고정익기 F-35C를 사용할 예정이다. 그에 따라 항모 설계구조의 변경이 불가피하게 되었다.
미국의 F-35 라이트닝2는 계속된 개발지연으로 전투기 가격이 급상승하고 있다. F-35의 개발지연에 따라 2020년까지 퀸 엘리자베스급이 함재기 없는 항모가 될 수도 있다는 보도도 있었다. 이에 반해 라팔은 이미 생산중인 서방에서는 가장 최신형인 함재기이며, 즉시 공급에 아무런 장애가 없다.
현재 영국 해군은 48기의 F-35B 라이트닝 2를 2척의 퀸 엘리자베스급의 탑재 임무를 위하여서 주문한 상태이며 2016년에서 2018년 사이에 공급받을 계획이다. 다른 함재기로는 현재 영국 해군에 57기가 배치된 멀린 헬기나 16기가 배치되어있는 와일드캣 대잠헬기가 선택될 예정이다

## 항모공유
에르베 모린 프랑스 국방장관은 2010년 10월 26일 파리국제해군박람회에서 "영국이 항공모함 설계를 변경키로 한 것은 다소 라팔 같은 프랑스제 전투기가 영국 해군 항모에서 날아오를 가능성을 열어놓은 것"이라 말했다. 차기 프랑스 항공모함은 퀸 엘리자베스급을 설계한 회사를 이용할 것이며, 거의 똑같은 제원으로 건조될 것이라고 알려져 있는데, 양국의 경제난 때문에 항모공유론이 일부 보도되기도 하였다. 즉, 퀸 엘리자베스급 2척과 차기 프랑스 항공모함 1척을 서로 공유해서 사용하자는 것이다. 이는 곧바로 부인되었으나, 프랑스 국방장관이 다시 항모공유론을 의미하는 발언을 하였다.
영국은 과도한 국방예산 문제로, 퀸 엘리자베스급 2척 건조계획을 1척으로 줄일려고 검토했지만, 이미 2번함이 착공되어 취소시 엄청난 비용이 낭비된다고 하여, 2번함 건조를 계속하기로 하였다. 그런데, 아직 착공하지 않았던 프랑스는 2013년 퀸 엘리자베스급과 동일 모델인 차기 프랑스 항공모함의 건조를 취소하였다.

## 캐터펄트

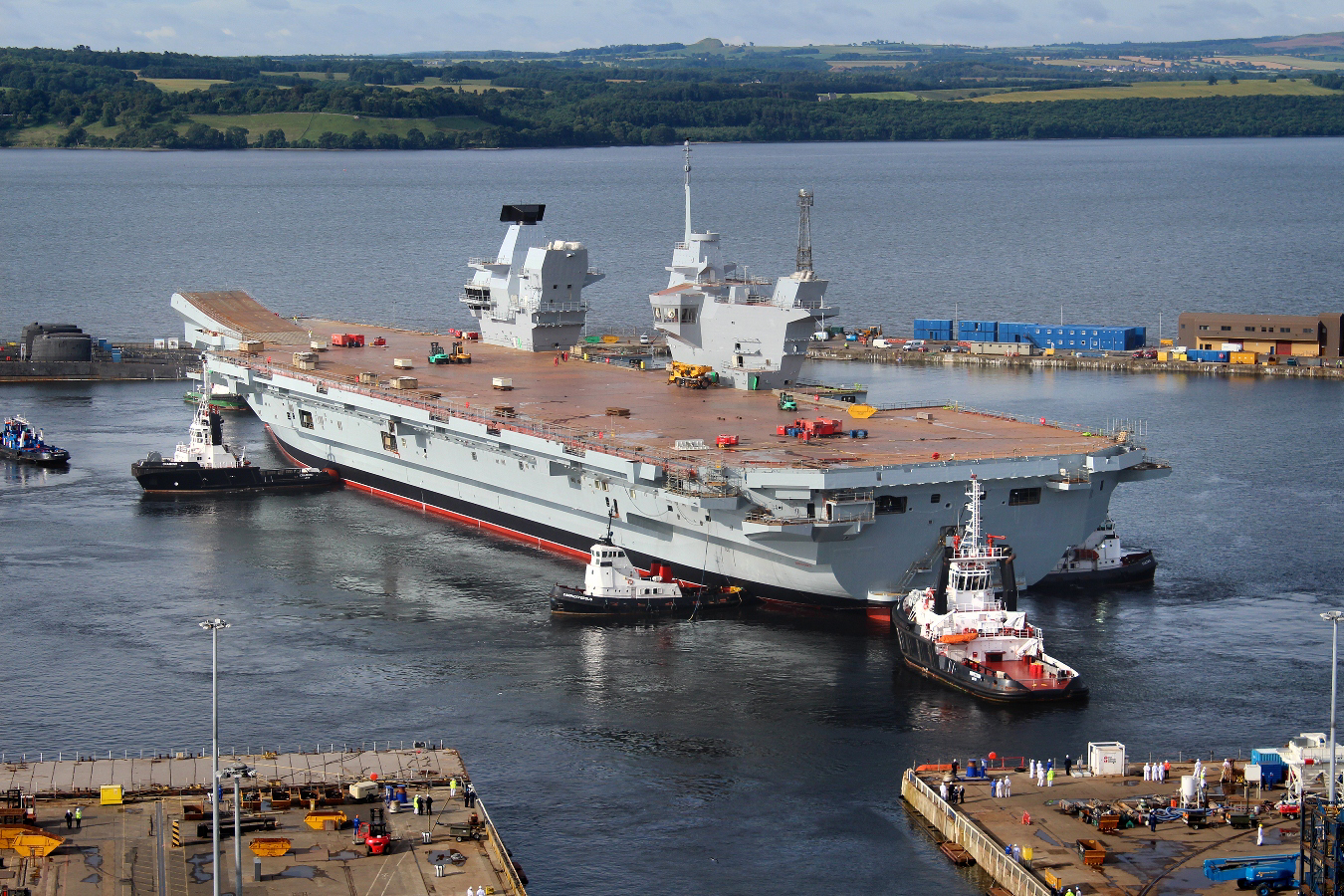
2014년 스키점프대가 설치된 퀸 엘리자베스호

퀸 엘리자베스급은 일렉트로펄트를 설치할 계획이다. 수직이착륙기 도입계획을 취소하고, 고정익기를 사용한다는 의미이다.
영국은 퀸 엘리자베스급에 스키점프대를 장착해 F-35B 수직이착륙기를 탑재하려 했으나, 미국이 수직이착륙기 개발을 실패, 지연하자 일렉트로펄트를 장착해 고정익기인 F-35C를 탑재하려고 계약을 변경하였다. 그러다 다시 계약을 변경하여 F-35B 수직이착륙기를 주문했다. 일단 스키점프대에 F-35B 수직이착륙 버전을 사용하다가, 일렉트로펄트 개발이 완료되면 F-35C를 도입할 계획이다. F-35B는 수직이착륙용 장치 때문에, F-35C 보다 최대무장량이 절반으로 줄어들었다.

## 제작
2008년 4월 3일, 1300만 파운드 규모인 엘리베이터 계약자로 스코틀랜드에 위치한 MacTaggart Scott of Loanhead로 선정되었다.
현재 2015년 1번함 퀸엘리자베스의 진수는 끝났으며, 2016년에 1번함 퀸엘리자베스가 취역하고, 2018년에서 2020에 2번함 프린스 오브 웨일스가 취역할 예정이다.
함재기는 고정익기인 F-35 라이트닝 2 48기와 기타 헬기 32기 총 80기가 40기씩 탑재될 예정이다.

## 같이 보기
- CVA-01 - 영국 해군이 "퀸 엘리자베스급"으로 이전에 제안했던 항공모함
- 인빈시블급 항공모함
- 베이징급 항공모함 퀸 엘리자베스급과 동일한 중국의 65000톤급 신형 항공모함
- 차기 프랑스 항공모함 퀸 엘리자베스급을 개조한 프랑스의 75000톤급 신형 항공모함
- 퀸 엘리자베스급 전함
- HMS 프린스 오브 웨일즈(53)